# Самса, Дэвид
Дэ́вид (Дэйв, Дейв) Са́мса (англ. David "Dave" Samsa; род. 3 декабря 1965, Грин-Бей, Висконсин) — американский кёрлингист на колясках.
В составе сборной США по кёрлингу на колясках участник зимних Паралимпийских игр 2018 и 2022 годов, а также нескольких чемпионатов мира. В составе сборной США по кёрлингу на колясках участник чемпионата мира среди смешанных пар на колясках (серебряные призёры в 2023). Чемпион США по кёрлингу на колясках среди смешанных пар.
В команде из четырёх человек играет в основном на позиции второго.

## Достижения
- Чемпионат мира по кёрлингу на колясках среди смешанных пар: серебро (2023).
- Чемпионат США по кёрлингу на колясках среди смешанных пар: золото (2022, 2023).

## Команды
| Сезон                                 | Четвёртый    | Третий      | Второй      | Первый           | Запасной                                       | Турниры                             |
| ------------------------------------- | ------------ | ----------- | ----------- | ---------------- | ---------------------------------------------- | ----------------------------------- |
| 2018—19                               | Стивен Эмт   | Мэтт Тумс   | Дэвид Самса | Меган Лино       | Пэм Уилсон тренеры: Расти Шибер, Энн Суиссхелм | ЧМК 2019 (11 место)                 |
| 2019—20                               | Стивен Эмт   | Мэтт Тумс   | Дэвид Самса | Меган Лино       | Пэм Уилсон тренер: Расти Шибер                 | ЧМК-Б 2019 (11 место)               |
| 2020—21                               | Стивен Эмт   | Мэтт Тумс   | Дэвид Самса | Меган Лино       | Пэм Уилсон тренер: Расселл Шибер               |                                     |
| 2020—21                               | Мэттью Тумс  | Стивен Эмт  | Дэвид Самса | Памела Уилсон    | Батоюн Уранчимэг тренер: Расселл Шибер         | ЧМК-Б 2021 · ЧМК 2021 (4 место)     |
| 2021—22                               | Мэттью Тумс  | Стив Эмт    | Дэйв Самса  | Батоюн Уранчимэг | Памела Уилсон тренер: Расселл Шибер            | ЗПИ 2022 (5 место)                  |
| Кёрлинг для смешанных пар на колясках |              |             |             |                  |                                                |                                     |
| 2021—22                               | Пэм Уилсон   | Дэвид Самса |             |                  | тренер (ЧМКСП): Пит Эннис                      | ЧСШАСПК 2022 · ЧМКСП 2022 (5 место) |
| 2022—23                               | Пэм Уилсон   | Дэвид Самса |             |                  | тренер (ЧМКСП): Джессика Шульц                 | ЧСШАСПК 2023 · ЧМКСП 2023           |
| 2023—24                               | Пэм Уилсон   | Дэвид Самса |             |                  |                                                | ЧСШАСПК 2024 (4 место)              |
| 2024—25                               | Penny Ricker | Дэвид Самса |             |                  |                                                | ЧСШАСПК 2025 (4 место)              |

(скипы выделены полужирным шрифтом)